# Igreja de São Lourenço de Tejucupapo
A Igreja de São Lourenço do Tejucupapo está localizada no distrito de Tejucopapo, município de Goiana, Pernambuco. Esta povoação se notabilizou, durante a ocupação holandesa no século XVII, pelo episódio, conhecido como "Heroínas do Tejucopapo" quando, por ocasião de um ataque dos holandeses, um grupo de mulheres uniu-se aos homens do lugar, resistindo bravamente e impedindo a conquista do povoado pelos invasores. A Igreja é patrimônio histórico nacional pelo IPHAN desde 1938.

## Arquitetura
Essa Igreja apresenta características da arquitetura jesuítica, como acontecia com muitas das igrejas construídas no início da colonização. Não se tem definição da data exata de sua construção, mas existem indícios que remonta a meados do século XVI. Com segurança, sabe-se que, em 1630 ela já existia. Possui frontispício formado por frontão triangular, com óculo no centro, arrematado por cruz no alto, e pináculos nas extremidades. Não possui torres, porém apresenta uma sineira do tipo "espadana", que comporta dois sinos.
A disposição dos vãos da fachada principal é bastante comum a este estilo simples de construção: porta central que dá acesso à nave, ladeada por duas janelas rasgadas ao nível do coro. Acima da porta central, existe um nicho vazado. O partido de planta é retangular e compreende: nave, coro, capela mor, capelas laterais, sacristia em dois níveis, e um ambiente por trás do altar, que se repete no primeiro pavimento.Alguns elementos internos foram modificados, os altares originais e a escada de acesso ao coro substituídos, e um dos púlpitos, retirado. Possui vários elementos em cantaria, como os cunhais, as vergas e cercaduras dos vãos, a cimalha real, o arco cruzeiro, os arcos das capelas laterais, o lavatório da sacristia, entre outros. A coberta se desenvolve em duas águas, em diferentes níveis, apresentando beiral em tríplice telha no trecho correspondente à nave, e beira e bica, nos demais.
A Igreja, uma das mais antigas de Pernambuco, apesar do estado de conservação, guarda intactas suas principais características originais, destacando-se pela simplicidade e austeridade de suas linhas construtivas. Foi tombada pelo Estado através do Decreto nº 17.563 de 2 de junho de 1994.